# Мелейн Вокер
Мелейн Вокер  (англ. Melaine Walker, 1 січня 1983) — ямайська легкоатлетка, олімпійська чемпіонка.

## Виступи на Олімпіадах
| Олімпіада  | Дисципліна                      | Місце |
| ---------- | ------------------------------- | ----- |
| Пекін 2008 | біг на 400 метрів з перешкодами | 1     |